# Gedsted Kirke
Gedsted Kirke ligger i landsbyen Gedsted, ca. otte kilometer syd for Farsø og knap 20 kilometer sydvest for Aars. Kirken gennemgik en større restaurering i 1993, hvor alt indvendigt træværk blev malet. Et par år senere blev kirkens adgangsvej og pladsen foran kirken renoveret.

## Historie
Gedsted kirke blev bygget i 1100-tallet og var formodentlig indviet til sankt Ursula, og i et hulrum i alteret opbevares der da også en lille blyæske med en knoglestump, der skulle stamme fra én af sankt Ursulas 10.000 jomfruer.
Efter reformationen ejedes kirken af kongen, men 27. januar 1687 blev den solgt af Christian 5. til Peder Rodsten, sekretær i Danske Kancelli. I tiden herefter skiftede kirken flere gange ejer. Først solgte Peder Rodsten den til Hans Knudsen, som igen solgte den til Balthazar Gebhard v. Obelitz. Herfra blev den solgt til købmand Just Arctander, Viborg, og hans søn solgte den til Jens Andersen Glerup. Næste ejer blev Frederik Buch på Korsøgård, der i april 1744 solgte den til Chr. Testrup. Herefter blev kirken ikke handlet før i 1829, hvor prokurator Holm i Hobro købte kirken. Dennes søn solgte omkring 1850 kirken til sognets beboere.
Præsterne ved kirken var efter reformationen i lang tid af slægten Brasen. Først da Jens Nielsen Brasen i 1677 trådte tilbage som præst kom embedet fra familien. Jens Nielsen Brasen havde i øvrigt været præst ved kirken helt siden 1626.

## Kirkebygningen
Den oprindelige kirkebygning fra 1100-tallet udgør det nuværende skib og kor og er opført i granitkvadre i romansk stil. De oprindelige rundbueportaler ved mands- og kvindedøren i henholdsvis syd og nord er stadig bevaret.
Sideskibene stammer fra 1300-tallet og er i gotisk stil. Granitkvadre, der blev fjernet fra den oprindelige bygning for at skaffe adgang til sideskibene, er brugt som fundament ved tilbygningerne. De nederste dele af murene består også af disse genbrugte sten, mens resten er af munkesten. De gotiske bygningsdele har krydshvælv, og der er også blevet lavet spidsbuer ind til skibet. Korbuen blev samtidig også omdannet, så den fik spidsbuestil, og vinduerne blev gjort større og omdannet fra typisk romansk stil til gotiske spidsbuevinduer.
Kirkens tårn stammer fra ca. samme tid som sideskibene. Murværket er af grovt tilhuggede sten mod syd og nord, mens den vestlige mur og muren ind mod kirken består af en blanding af tilhuggede og brændte sten. Tårnrummet åbner sig ind til skibet i spidbuestil og er forsynet med krydshvælv. Tårnets tag er pyramideformet.
Oprindelig har der i været indgang til kirken gennem tårnets nordmur, og døbefonten har været placeret i tårnrummet. Det blev senere adskilt fra skibet med en væg af brædder, og døbefonten flyttet til sin nuværende plads.
Våbenhusets gavl er takket, som det er typisk for den gotiske stil i Danmark, og opført på et tidspunkt i 1400-tallet. I 1868 blev våbenhusets loft hævet, så det ikke længere dækkede rundbuen ind til skibet.

## Inventar
Det oprindelige alter bestod af en stor, tilhugget sten, der siden er blevet forhøjet og forsynet med træpaneler. På panelerne ses malerier fra begyndelsen af 1700-tallet. Foroven på stenen er en lille fordybning, hvor den ovenfor omtalte blyæske med knoglestykket befinder sig.
Altertavlen er et renæssancearbejde fra ca. 1610. I 1920 blev den restaureret og fik sine nuværende farver og inskriptioner, ligesom også maleriet af korsfæstelsen stammer fra 1920. Det er malet af C.L. Toft. De ældre alterbilleder hænger andre steder i kirken. Således finder man den sydlige del af skibet et nadverbillede fra 1700 og i den nordlige del et Kristusbillede, som Lucie Ingemann (B.S. Ingemanns hustru) har malet og som var i brug fra 1853.
Kirkens prædikestol stammer fra samme tid som altertavlen, og på dens paneler ses de fire evangelister. Døbefonten af granit og er efter alt at dømme lige så gammel som kirken, men er siden blevet hugget om. Dåbsfadet er tilvirket ca. 1575 i det sydlige Tyskland. Det blev dog først foræret til kirken 1. juli 1729 af Jens Andersen Glerup og hustru. På dåbsfadet ses muligvis Mariæ bebudelse i bunden, men det er usikkert.
I skibet hænger der et votivskib, der er en model af skoleskibet København. Modellen er bygget af J.T. Koch i 1935 og blev restaureret i 1993.
Kirkeklokken er temmelig ny, da den stammer fra 1994. Den franskfremstillede klokke har en inskription, der er forfattet af Vagn Iversen, der var kirkens præst 1944-1978: "Jeg kalder på alle, Guds ord at høre". Den indtil 1994 anvendte klokke er stadig ophængt i tårnet, men taget ud af brug. Dens præcise alder kendes ikke, men dens nuværende form skriver sig fra 1569 og skyldes den nordjyske støber Rasmus Lausen, som var aktiv i perioden 1546-1582. Også denne klokke har en indskrift, der kan tydes som: "Denne klokke er restaureret og på ny støbt under sognepræsten J.B. og kirkeværgerne P.A. og M.P. 1569". J.B. betyder her Jakob Brasen.
Som noget usædvanligt for en landsbykirke har Gedsted Kirke et klokkespil, som i 1922 blev skænket af Theodora Cronemann. Det blev dog kun modstræbende modtaget af menighedsrådet, da det var nødvendigt at forhøje kirkens tårn for at få plads til det.
Klokkespillet består af et ur og otte klokker og blev fremstillet i Frederiksborg tilbage i 1757. Indtil 1900 var det tårnur på Sorgenfri Slot. Dagligt spiller det kl. 12 melodien Dagen går med raske fjed.